# Ona gamma
|  | No s'ha de confondre amb raigs gamma. |

Ones gamma

Una ona gamma o ritme gamma és un patró d'oscil·lació neuronal en humans amb una freqüència entre 30 i 100 Hz. El punt de 40 Hz és d'especial interès. Els ritmes gamma es correlacionen amb l'activitat de la xarxa cerebral a gran escala i els fenòmens cognitius com la memòria de treball, l'atenció i l'agrupació perceptiva, i es poden augmentar en amplitud mitjançant la meditació o la neuroestimulació. S'ha observat una activitat gamma alterada en molts trastorns de l'estat d'ànim i cognitius com la malaltia d'Alzheimer, l'epilèpsia i l'esquizofrènia.

## Descobriment
Les ones gamma es poden detectar mitjançant electroencefalografia o magnetoencefalografia. Un dels primers informes d'activitat d'ones gamma es va registrar a l'escorça visual dels micos desperts. Posteriorment, una important activitat de recerca s'ha concentrat en l'activitat gamma a l'escorça visual.
També s'ha detectat i estudiat l'activitat gamma a través de les regions corticals premotores, parietals, temporals i frontals. Les ones gamma constitueixen una classe comuna d'activitat oscil·latòria en neurones pertanyents al bucle cortico-basal-gànglio-tàlamo-cortical. Normalment, s'entén que aquesta activitat reflecteix connexions d'alimentació entre diferents regions del cervell, en contrast amb la retroalimentació d'ona alfa a les mateixes regions. També s'ha demostrat que les oscil·lacions gamma es correlacionen amb l'activació de neurones individuals, principalment neurones inhibidores, durant tots els estats del cicle vigília-son. L'activitat de les ones gamma és més destacada durant la vigília alerta i atenta. Tanmateix, els mecanismes i substrats pels quals l'activitat gamma pot ajudar a generar diferents estats de consciència segueixen sent desconeguts.

### Polèmica
Alguns investigadors disputen la validesa o la importància de l'activitat de les ones gamma detectada per l'EEG del cuir cabellut, perquè la banda de freqüència de les ones gamma se solapa amb la banda de freqüència electromiogràfica(EMG). Així, els enregistraments de senyals gamma podrien estar contaminats per l'activitat muscular. Els estudis que utilitzen tècniques de paràlisi muscular local han confirmat que els enregistraments d'EEG contenen senyal EMG, i aquests senyals es poden rastrejar a la dinàmica motora local, com ara la taxa de saccades o altres accions motores que impliquen el cap. S'han proposat avenços en el processament i la separació del senyal, com l'aplicació d'anàlisi de components independents o altres tècniques basades en el filtratge espacial, per reduir la presència d'elements EMG.
En alguns llibres sbre l'EEG, els usuaris reben instruccions de posar un elèctrode a una parpella per atrapar-los, així com un al cor i un parell als costats del coll, per captar el senyal muscular del cos per sota del coll. En una EEG clínica es pot prescindir d'aquestes recomanacions.

## Funció

### Percepció conscient
Les ones gamma poden participar en la formació d'una percepció coherent i unificada, també coneguda com el problema de la combinació en el problema d'unió, a causa de la seva aparent sincronització de les taxes d'activació neuronal a través de diferents regions cerebrals. L'any 1988 es va suggerir per primer cop que les ones gamma de 40 Hz participaven en la consciència visual. Per exemple, dues neurones oscil·len sincrònicament (encara que no estan connectades directament) quan un sol objecte extern estimula els seus respectius camps receptius. Els experiments posteriors de molts altres van demostrar aquest fenomen en una àmplia gamma de cognició visual. En particular, Francis Crick i Christof Koch l'any 1990 van argumentar que hi ha una relació significativa entre el problema de l'enllaç i el problema de la consciència visual i, com a resultat, que aquestes oscil·lacions sincròniques de 40 Hz poden estar implicades causalment en la consciència visual i també en la unió visual. Més tard, els mateixos autors van expressar el seu escepticisme davant la idea que les oscil·lacions de 40 Hz són una condició suficient per a la consciència visual.
Diversos experiments realitzats per Rodolfo Llinás donen suport a la hipòtesi que la base de la consciència en estats de vigilància i somni són les oscil·lacions de 40 Hz al llarg del mantell cortical en forma d'activitat recurrent iterativa talamocortical. En dos articles titulats "Coherent 40-Hz oscillation characterizes dream state in humans" (Rodolfo Llinás i Urs Ribary, Proc Natl Acad Sci USA 90:2078-2081, 1993) i "Of dreaming and wakefulness" (Llinás & Pare, 1991), Llinás proposa que la conjunció en un únic esdeveniment cognitiu podria produir-se per la suma concurrent d'específics i inespecífics d'activitat de 40 Hz al llarg de l'eix dendrític radial d'elements corticals determinats, i que la ressonància és modulada pel tronc cerebral i es dóna contingut per entrada sensorial en estat despert i activitat intrínseca durant el somni. Segons la hipòtesi de Llinás, coneguda com la hipòtesi del diàleg talamocortical per a la consciència, es proposa que l'oscil·lació de 40 Hz observada en la vigília i en els somnis sigui un correlat de la cognició, resultant d'una ressonància coherent als 40 Hz entre bucles talamocorticals específics i inespecífics. A Llinás i Ribary (1993), els autors proposen que els bucles específics donen el contingut de la cognició, i que un bucle inespecífic dóna la vinculació temporal necessària per a la unitat de l'experiència cognitiva.
Un article principal d'Andreas K. Engel et al. a la revista Consciousness and Cognition (1999) que defensa la sincronia temporal com a base de la consciència, defineix la hipòtesi de l'ona gamma així:
La hipòtesi és que la sincronització de les descàrregues neuronals pot servir per a la integració de les neurones distribuïdes en els conjunts cel·lulars i que aquest procés pot ser la base de la selecció d'informació perceptiva i conductualment rellevant.

### Atenció
El mecanisme suggerit és que les ones gamma es relacionen amb la consciència neuronal mitjançant el mecanisme d'atenció conscient:
| « | La resposta proposada rau en una ona que, originada al tàlem, escombra el cervell d'avant enrere, 40 vegades per segon, sincronitzant diferents circuits neuronals amb el precepte [sic] i, per tant, posant el precepte [ sic] al primer pla atencional. Si el tàlem està danyat encara que sigui una mica, aquesta ona s'atura, no es formen consciències conscients i el pacient entra en un coma profund. | » |

Així, l'afirmació és que quan tots aquests cúmuls neuronals oscil·len junts durant aquests períodes transitoris de tret sincronitzat, ajuden a portar records i associacions de la percepció visual a altres nocions. Això reuneix una matriu distribuïda de processos cognitius per generar un acte coherent i concertat, com ara la percepció. Això ha donat lloc a les teories que les ones gamma s'associen amb la resolució del problema de la unió.
Gamma waves are observed as neural synchrony from visual cues in both conscious and subliminal stimuli. This research also sheds light on how neural synchrony may explain stochastic resonance in the nervous system.

## Rellevància clínica

### Trastorns de l'estat d'ànim
L'activitat de les ones gamma alterada s'associa amb trastorns de l'estat d'ànim com la depressió major o el trastorn bipolar i pot ser un biomarcador potencial per diferenciar els trastorns unipolars i bipolars. Per exemple, els subjectes humans amb puntuacions altes de depressió presenten senyals gamma diferencials quan realitzen tasques emocionals, espacials o aritmètiques. També s'observa un augment de la senyalització gamma a les regions del cervell que participen a la xarxa de mode predeterminat, que normalment es suprimeix durant les tasques que requereixen una atenció important. Els models de rosegadors de comportaments semblants a la depressió també presenten ritmes gamma deficients.

### Esquizofrènia
S'observa una disminució de l'activitat de les ones gamma en l'esquizofrènia. Concretament, es redueix l'amplitud de les oscil·lacions gamma, així com la sincronia de diferents regions cerebrals implicades en tasques com la percepció visual estranya i la Gestalt. Les persones amb esquizofrènia tenen pitjor rendiment en aquestes tasques de comportament, que es relacionen amb la percepció i la memòria de reconeixement continu. Es creu que la base neurobiològica de la disfunció gamma en l'esquizofrènia es troba en les interneurones GABAèrgiques implicades en xarxes conegudes de generació de ritmes d'ones cerebrals. El tractament antipsicòtic, que disminueix alguns símptomes de comportament de l'esquizofrènia, no restableix la sincronia gamma als nivells normals.

### Epilèpsia
Les oscil·lacions gamma s'observen en la majoria de les convulsions i poden contribuir a la seva aparició en epilèpsia. Els estímuls visuals com les reixetes grans i d'alt contrast que se sap que desencadenen convulsions en l'epilèpsia fotosensible també provoquen oscil·lacions gamma a l'escorça visual. Durant un esdeveniment de convulsió focal, la sincronia màxima del ritme gamma de les interneurones s'observa sempre a la zona d'inici de la convulsió i la sincronia es propaga des de la zona d'inici a tota la zona epileptogènica.

### Malaltia d'Alzheimer
S'ha observat una potència de banda gamma millorada i respostes gamma retardades en pacients amb malaltia d'Alzheimer (MA). Curiosament, el model de ratolí tg APP-PS1 d'AD presenta una potència d'oscil·lació gamma disminuïda a l'escorça entorrinal lateral, que transmet diverses entrades sensorials a l'hipocamp i, per tant, participa en processos de memòria anàlegs als afectats per l'AD humana. També s'ha observat una disminució de la potència gamma lenta de l'hipocamp en el model de ratolí 3xTg d'AD.
L'estimulació gamma pot tenir potencial terapèutic per a la MA i altres malalties neurodegeneratives. L'estimulació optogenètica d'interneurones ràpides en el rang de freqüència d'ones gamma es va demostrar per primera vegada en ratolins el 2009. Arranquement o sincronització d'oscil·lacions gamma de l'hipocamp i pujades a 40 Hz mitjançant estímuls no invasius a la banda de freqüència gamma, com ara llums intermitents o polsos de so, redueix la càrrega beta amiloide i activa la microglia en el model de ratolí 5XFAD ben establert d'AD. Els assaigs clínics posteriors en humans d'estimulació amb bandes gamma han mostrat millores cognitives lleus en pacients amb MA que han estat exposats a estímuls de llum, so o tàctil en el rang dels 40 Hz. Tanmateix, es desconeixen els mecanismes moleculars i cel·lulars precisos pels quals l'estimulació de la banda gamma millora la patologia de l'AD.

### Síndrome X fràgil
La hipersensibilitat i els dèficits de memòria a causa de la síndrome X fràgil poden estar relacionats amb anomalies del ritme gamma a l' escorça sensorial i l'hipocamp. Per exemple, s'ha observat una disminució de la sincronia de les oscil·lacions gamma a l'escorça auditiva dels pacients amb FXS. El model de rata eliminatòria FMR1 de FXS presenta una proporció augmentada de lent (~ 25-50 Hz) a ràpid (~55–100 Hz) ones gamma.

## Altres funcions

### Meditació
La sincronia d'ones gamma d'alta amplitud es pot autoinduir mitjançant la meditació. Els practicants de meditació a llarg termini, com els monjos budistes tibetans, presenten tant una activitat de banda gamma augmentada a la línia de base com un augment significatiu de la sincronia gamma durant la meditació, tal com determina l'EEG del cuir cabellut. La RMf dels mateixos monjos va revelar una major activació de l'escorça insular dreta i el nucli caudat durant la meditació. Els mecanismes neurobiològics de la inducció de la sincronia gamma són, per tant, molt plàstics. Aquesta evidència pot donar suport a la hipòtesi que el sentit de la consciència, la capacitat de gestió de l'estrès i l'enfocament, que sovint es diu que es milloren després de la meditació, estan recolzats per l'activitat gamma. A la reunió anual de 2005 de la Society for Neuroscience, l'actual Dalai Lama va comentar que si la neurociència pogués proposar una manera d'induir els beneficis psicològics i biològics de la meditació sense pràctica intensiva, "seria un voluntari entusiasta".

### La mort
També s'ha observat una activitat gamma elevada en moments anteriors a la mort.

## Tipus d'ones cerebrals
- Ona delta – (0,1 – 3 Hz)
- Ona theta - (4 - 7 Hz)
- Ona Mu – (7,5 – 12,5 Hz)
- Ona SMR - (12,5 - 15,5 Hz)
- Ona alfa - (7 (o 8) - 12 Hz)
- Ona beta – (12 – 30 Hz)
- Ona gamma - (32 - 100 Hz)
- Oscil·lacions d'alta freqüència : (més de ~80 Hz)